# Christopher Truswell
Chris Truswell est un acteur australien né le 31 janvier 1966.

## Filmographie
- 1984 : Fast Talking : Moose
- 1984 : Crime of the Decade (TV)
- 1986 : Dis donc, papa (TV)
- 1987 : Watch the Shadows Dance : 'Fingers' Hough
- 1989 : Candy Regentag : Leo
- 2002 : Star Wars, épisode II : L'Attaque des clones (Star Wars: Episode II - Attack of the Clones) : Gilramos Libkath / Shu Mai / San Hill / Wat Tambor (voix)
- 2003 : Ned : Nudge